# Torre de la Mixarda
La Torre de la Mixarda o Torre dels Moros és un monument protegit com a bé cultural d'interès nacional del municipi de Figuerola del Camp (Alt Camp).

## Descripció
Torre de guaita i de defensa moderna, de planta circular de 6'5 m de diàmetre exterior i uns 10 m d'alçada, des de la base fins al coronament. L'obra és de maçoneria, amb murs de 0'80 m de gruix, mantingut igual a totes les plantes. L'accés a la torre (de 115 cm d'amplada i 180 cm d'alçada), situat a la planta baixa, està orientat a llevant i presenta una llinda de pedra i brancals de pedra picada. A més, també s'observen diverses espitlleres i tres finestres quadrades a la part superior. L'estructura està rematada per un conjunt de tres gàrgoles per desaigua i, a la part més alta, tres mènsules, que devien sostenir tres matacans, actualment reconstruïts. A l'interior de la torre s'ha conservat un pis soterrani cobert amb volta de pedra lligada amb morter de calç, al qual s'hi accedeix per una petita obertura rectangular d'uns 60 x 70 cm. situada al sòl de l'exterior, i que tenia la funció de cisterna. No queda res dels tres sostres que hi havia: els de la planta baixa i els dos pisos superiors. A la paret d'aquest soterrani hi ha una inscripció grafiada de l'any 1615. La tècnica emprada en la construcció és la maçoneria ordinària, revocada a l'exterior, d'aspecte molt uniforme a tot el volum.

## Història
J. Ruy-Fernández el 1918, a «Notas estadísticas e historicas del pueblo de Figuerola» va escriure: «Ab-al-Rahman, havent reconquerit Tarragona l'any 812, i veient-se hostilitzat des dels boscos del Camp de Tarragona on havien fugit els habitants de la ciutat decidí la construcció de les torres, anomenades «Guistanes», amb la finalitat de vigilància, defensa i contacte amb la torre de la Mixarda, que rebia les comunicacions de la Conca del Coll de Cabra i servia de sentinella avançat del Camp de Tarragona».
No s'ha trobat cap referència documental que avali la reiterada repetició a la bibliografia de ser una torre dels segles XII-XIII, amb modificacions al segle xiv o XV. Aquesta datació es remet a «Notes Històriques de Figuerola» (1980, 30) que es recolza, per la seva banda, en l'esmentat manuscrit de J. Ruy-Fernández, avui perdut. No havent-hi documents, la datació es basaria principalment en l'aspecte formal de la torre. Sembla, per tant, que es tracta d'una torre moderna.
És de titularitat municipal des del 2006, quan l'Ajuntament la va comprar per 24.000 euros. L'any 2007 es va fer una intervenció arqueològica consistent en l'excavació del sòl de la torre i en el buidatge de l'enderroc que amortitzava el soterrani, corroborant estratigràficament que tota la torre havia estat construïda en un mateix moment. Va ser en aquesta mateixa intervenció quan es va trobar la inscripció inèdita amb la data de 1615 al soterrani. Des de 2009, la torre està restaurada i oberta a la visita, i el seu entorn ha estat arranjat.